# Дівчина з пістолетом

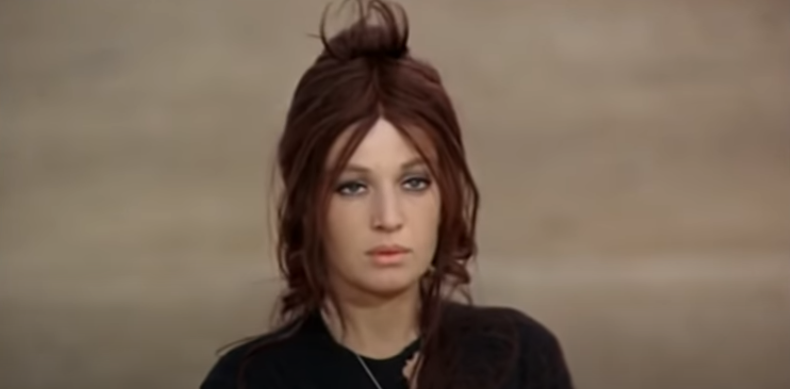
Моніка Вітті у ролі Ассунти Патане, кадр з фільму

«Дівчина з пістолетом» (італ. «La ragazza con la pistola») — італійська кінокомедія режисера Маріо Монічеллі, випущена 22 серпня 1968 року, з Монікою Вітті і Карло Джуффре у головних ролях.

## Сюжет
Сицилія. Глухе провінційне місто. Місцевий серцеїд Вінченцо Макалузо (Карло Джуффре) викрадає наречену. Але помилково замість наміченої жертви в його тенета потрапляє Ассунта (Моніка Вітті). Вінченцо аж ніяк не має наміру одружитися з нею, але дівчина безнадійно скомпрометована. У страху перед можливою вендетою Вінченцо тікає з країни. У Ассунти немає ні батька, ні братів, мститися за неї нікому, і тому рідні вручають їй пістолет і квиток в один кінець і відправляють за море вбивати лиходія — хоча насправді Ассунта мріє вийти за нього заміж.
Прибувши до Шотландії, наївна провінціалка з довгою косою потрапляє в безліч комічних ситуацій: побачивши джентльмена в кілті, вона не може втриматися від реготу, її коса опиняється в келиху з віскі… Намагаючись вистежити Вінченцо, Ассунта дедалі краще й краще розуміє життя в іншій країні. Вона вирішує вивчити медицину. Працюючи в лікарні, дівчина зустрічає нових людей, і хоча роман із депресивним самогубцем-гомосексуалістом (Корін Редгрейв) закінчується невдало, солідний доктор Осборн (Стенлі Бейкер) явно небайдужий до Ассунти. Але що ж тепер робити з Вінченцо і з планами помсти? Адже Ассунта стала зовсім іншою…

## У ролях
- Моніка Вітті — Ассунта Патане
- Карло Джуффре — Вінченцо Макалузо
- Стенлі Бейкер — доктор Осборн
- Корін Редгрейв — самогубець
- Ентоні Бут — гравець в регбі
- Домінік Аллан — містер Салліван
- Дебора Стенфорд — місіс Салліван
- Катерина Феллер — Розіна
- Хелен Даунінг — Ада
- Тіберіо Мурджа — емігрант із Сицилії
- Альдо Пульїзі — емігрант із Сицилії
- Джанет Брандес — медсестра
- Наташа Харвуд — місіс Осборн
- Стефано Сатта Флорес — офіціант в ресторані

## Знімальна група
- Режисер — Маріо Монічеллі
- Сценарист — Родольфо Сонего, Луїджі Маньї, Рональд Гарвуд
- Продюсер — Джанні Ект Лукаріо
- Оператор — Карло Ді Пальма
- Монтаж — Руджеро Мастроянні
- Художник — Мауріціо К'ярі, Джорджо Дезідері
- Композитор — Пеппіно де Лука

## Нагороди та номінації
За головну роль у цьому фільмі Моніка Вітті на кінофестивалі в Сан-Себастьяні 1968 року здобула приз у номінації «Найкраща жіноча роль», а 1969 року — приз «Срібна стрічка» в тій самій номінації. Фільм також був удостоєний двох призів «Давид ді Донателло» в номінаціях «Найкраща жіноча роль» (Моніка Вітті) і найкраща продюсерська робота (Джанні Ект Лукаріо). У 1969 році фільм був номінований на премію «Оскар» як «Найкращий фільм іноземною мовою».